# Cârjiți
Cârjiți (en hongrois : Kersec, en allemand : Kerschdorf) est une commune du Județ de Hunedoara en Transylvanie, (Roumanie).